# 보이스웨어
보이스웨어(Voiceware)는 1999년 12월에 설립된 대한민국의 기업으로 사람의 음성을 이용하는 전자제품이나 소프트웨어를 개발하며 대한민국 서울특별시 성동구 아차산로 위치하고 있다. 네오스피치(NeoSpeech)라는 이름으로 미국에 지사를 두고 있다.